# テトラヒドリドアルミン酸ナトリウム
テトラヒドリドアルミン酸ナトリウムまたは水素化アルミニウムナトリウムはナトリウムの水素化物で化学式NaAlH4で表される物質である。発火性の白色固体であり、テトラヒドロフランには溶解するがジエチルエーテルや炭化水素系の溶媒には不溶。可逆的に水素を吸収して保存できる水素吸蔵物質として検討されており、有機合成のための試薬としても用いられる。テトラヒドリドアルミン酸ナトリウムは水素化アルミニウムリチウムと同様に、四面体構造のテトラヒドリドアルミン酸アニオン ([AlH4]-) とナトリウムカチオン (Na+) からなる塩である。

## 生成方法と反応
テトラヒドリドアルミン酸ナトリウムは、トリエチルアルミニウムを触媒として高圧水素雰囲気下、200°Cでナトリウムとアルミニウムを反応させることによって得られる。
{\displaystyle {\ce {Na\ + Al\ + 2H2 -> NaAlH4}}}
テトラヒドリドアルミン酸ナトリウムをジエチルエーテルに懸濁させた溶液を塩化リチウムと反応させることで一般的な試薬である水素化アルミニウムリチウムを与える。
{\displaystyle {\ce {LiCl\ + NaAlH4 -> LiAlH4\ + NaCl}}}
テトラヒドリドアルミン酸ナトリウムは下記の反応式のように、例えば水のようなプロトン性の物質と急速に激しく反応する。
{\displaystyle {\ce {4H2O\ + NaAlH4 -> NaAl(OH)4\ + 2 H2}}}
濃硫酸とは、以下のように反応する。
{\displaystyle {\ce {2NaAlH4\ + H2SO4 -> 2H[AlH4]\ + Na2SO4}}}
{\displaystyle {\ce {HAlH4 -> AlH3\ + H2}}}

## 用途

### 水素吸蔵物質
テトラヒドリドアルミン酸ナトリウムは、水素を吸収し貯蔵する水素吸蔵物質としての研究が行われている。水素の放出は以下の反応による。
{\displaystyle {\ce {3NaAlH4 -> Na3AlH6\ + Al\ + H2}}}
{\displaystyle {\ce {Na3AlH6 -> 3NaH\ + Al\ + {\frac {3}{2}}H2}}}
テトラヒドリドアルミン酸ナトリウムを200℃に加熱することで、最大で自身の重量の7.4 wt%の水素を放出することができる。水素の吸収速度は遅く、最大容量の水素を吸収させるには数分かかる。この水素の放出および吸収はチタンによる触媒作用を受ける。

### 有機化学
テトラヒドリドアルミン酸ナトリウムは、水素化アルミニウムリチウムや有機反応における水素化ジイソブチルアルミニウムと同じぐらい強い還元剤である。水素化ホウ素ナトリウムよりも還元力が強く、これはテトラヒドリドアルミン酸の Al-H 結合が水素化ホウ素のB-H 結合よりも弱く極性の高い結合であるためである。テトラヒドリドアルミン酸ナトリウムは水素化リチウムアルミニウムのように、エステル類をアルコールにまで還元させることができる。

## 安全性
テトラヒドリドアルミン酸ナトリウムは非常に燃えやすい。室温において乾燥した空気とは反応しないものの、湿気には非常に敏感である。水と接触すると、発火もしくは爆発する。